# Ion Andoni Goikoetxea
Ion Andoni Goikoetxea Lasa (Pamplona, 21 oktober 1965), ook wel bekend als Juan Antonio Goicoechea, is een voormalig Spaans profvoetballer. Hij speelde in de jaren negentig als aanvaller bij onder meer FC Barcelona en Athletic de Bilbao. Jon Andoni Goikoetxea moet niet verward worden met Andoni Goikoetxea Olaskoaga (1956), die eveneens voor Athletic de Bilbao speelde en onder meer bekend als de verdediger die in 1983 met een grove tackle het been van de Argentijn Diego Maradona (destijds FC Barcelona) brak.

## Clubcarrière
Goikoetxea begon als profvoetballer bij CA Osasuna in 1985. Hij bleef tot 1988 bij de club uit zijn geboortestad, waaraan de aanvaller twee jaar onder contract stond bij Real Sociedad. Goikoetxea speelde van 1990 tot 1994 bij FC Barcelona, waar hij onderdeel uitmaakte van het legendarische Dream Team van trainer Johan Cruijff. Goikoetxea won met Barça onder andere de Europa Cup I (1992) en viermaal de Spaanse landstitel (1991, 1992, 1993, 1994). In 1994 vertrok hij naar Athletic de Bilbao, waar hij tot 1998 bleef. Hij besloot zijn loopbaan in 1998 bij het Japanse Yokohama Marinos.

## Interlandcarrière
Goikoetxea speelde 36 interlands voor het Spaans nationaal elftal, waarin hij viermaal scoorde. Zijn debuut was op 12 september 1990 tegen Brazilië. Op 7 februari 1996 speelde de aanvaller zijn laatste interland tegen Noorwegen. Goikoetxea behoorde tot de Spaanse selectie voor het WK 1994 in de Verenigde Staten.
| Interlanddoelpunten | Interlanddoelpunten | Interlanddoelpunten | Interlanddoelpunten | Interlanddoelpunten | Interlanddoelpunten | Interlanddoelpunten | Interlanddoelpunten |
| #                   | Datum               | Locatie             | Wedstrijd           | Goal(s)             | Score               | Uitslag             | Wedstrijd           |
| ------------------- | ------------------- | ------------------- | ------------------- | ------------------- | ------------------- | ------------------- | ------------------- |
| 1                   | 17/06/1994          | Dallas              | Spanje – Zuid-Korea | 56'                 | 2 – 0               | 2 – 2               | WK-eindronde        |
| 2                   | 21/06/1994          | Chicago             | Duitsland – Spanje  | 14'                 | 0 – 1               | 1 – 1               | WK-eindronde        |
| 3                   | 30/11/1994          | Málaga              | Spanje – Finland    | 86'                 | 2 – 0               | 2 – 0               | Oefeninterland      |
| 4                   | 26/04/1995          | Jerevan             | Armenië – Spanje    | 63'                 | 0 – 2               | 0 – 2               | EK-kwalificatie     |

1 Zubizarreta  ·
2 Ferrer ·
3 Otero ·
4 Camarasa ·
5 Abelardo ·
6 Hierro ·
7 Goikoetxea ·
8 Guerrero · 
9 Guardiola ·
10 Bakero ·
11 Begiristain ·
12 Sergi Barjuán ·
13 Cañizares ·
14 Juanele ·
15 Caminero ·
16 Miñambres ·
17 Voro ·
18 Alkorta ·
19 Salinas ·
20 Nadal ·
21 Enrique ·
22 Lopetegui ·
Coach: Clemente